# Patricia Roberts
Patricia Roberts, née le 14 juin 1955 à Monroe, en Géorgie, est une ancienne joueuse américaine de basket-ball. Elle évolue aux postes d'ailier fort et de pivot.

## Palmarès
- Finaliste des Jeux olympiques 1976